# 서울 중구청장
서울 중구청장은 서울특별시 중구의 구청장이다.

## 역대 중구청장

### 관선(1945~1995)
| 대수   | 이름   | 임기                             | 비고                 |
| ------ | ------ | -------------------------------- | -------------------- |
| 제1대  | 서세갑 | 1945년 10월 11일~1949년 2월 13일 | 초대 중구청장        |
| 제2대  | 권태술 | 1949년 2월 14일~1950년 10월 22일 |                      |
| 제3대  | 김교홍 | 1950년 12월 25일~1952년 8월 10일 |                      |
| 제4대  | 한봉섭 | 1952년 8월 11일~1954년 1월 21일  |                      |
| 제5대  | 민한근 | 1954년 3월 17일~1956년 2월 22일  |                      |
| 제6대  | 김인배 | 1956년 3월 27일~1959년 8월 23일  |                      |
| 제7대  | 주수현 | 1959년 8월 24일~1960년 5월 12일  |                      |
| 제8대  | 김형익 | 1960년 5월 13일~1961년 6월 29일  |                      |
| 제9대  | 최봉조 | 1961년 7월 1일~1962년 3월 6일    |                      |
| 제10대 | 정문현 | 1962년 4월 26일~1964년 9월 8일   |                      |
| 제11대 | 김한상 | 1964년 9월 9일~1965년 7월 30일   |                      |
| 제12대 | 장지을 | 1965년 8월 1일~1968년 5월 20일   |                      |
| 제13대 | 김만규 | 1968년 5월 21일~1969년 3월 17일  |                      |
| 제14대 | 김찬회 | 1969년 3월 18일~1970년 7월 9일   |                      |
| 제15대 | 심윤   | 1970년 7월 10일~1971년 8월 26일  |                      |
| 제16대 | 기천식 | 1971년 8월 27일~1972년 7월 7일   |                      |
| 제17대 | 노이식 | 1972년 7월 8일~1973년 6월 30일   |                      |
| 제18대 | 안찬희 | 1973년 7월 1일~1974년 2월 21일   |                      |
| 제19대 | 안기백 | 1974년 2월 22일~1975년 9월 4일   |                      |
| 제20대 | 양재범 | 1975년 9월 5일~1976년 3월 12일   |                      |
| 제21대 | 정성준 | 1976년 3월 12일~1976년 9월 1일   |                      |
| 제22대 | 박종문 | 1976년 9월 22일~1978년 5월 29일  |                      |
| 제23대 | 김영만 | 1978년 5월 30일~1979년 6월 21일  |                      |
| 제24대 | 박수복 | 1979년 6월 22일~1980년 7월 27일  |                      |
| 제25대 | 이광하 | 1980년 7월 28일~1981년 9월 10일  |                      |
| 제26대 | 안기호 | 1981년 9월 11일~1982년 9월 9일   |                      |
| 제27대 | 김완종 | 1982년 9월 10일~1986년 1월 13일  |                      |
| 제28대 | 변의정 | 1986년 1월 14일~1987년 1월 22일  |                      |
| 제29대 | 정엽섭 | 1987년 1월 23일~1991년 7월 24일  |                      |
| 제30대 | 김영근 | 1991년 7월 25일~1991년 11월 5일  |                      |
| 제31대 | 김성순 | 1991년 11월 6일~1992년 10월 10일 |                      |
| 제32대 | 김승겸 | 1992년 10월 11일~1993년 3월 16일 |                      |
| 제33대 | 김동일 | 1993년 3월 17일~1995년 3월 19일  |                      |
| 제34대 | 조성두 | 1995년 3월 20일~1995년 6월 30일  | 관선 마지막 중구청장 |

### 민선(1995~)
| 대수   | 이름   | 임기                              | 비고         |
| ------ | ------ | --------------------------------- | ------------ |
| 제35대 | 김동일 | 1995년 7월 1일~1998년 6월 30일    | 민선1기      |
| 제36대 | 김동일 | 1998년 7월 1일~2002년 6월 30일    | 민선2기 재선 |
| 제37대 | 김동일 | 2002년 7월 1일~2003년 12월 17일   | 민선3기      |
| (대행) | 김기동 | 2003년 12월 18일~2004년 6월 5일   | 민선3기      |
| 제38대 | 성낙합 | 2004년 6월 5일~2006년 3월 10일    | 민선3기      |
| 제39대 | 정동일 | 2006년 7월 1일~2010년 6월 30일    | 민선4기      |
| 제40대 | 박형상 | 2010년 7월 1일~2011년 2월 24일    | 민선5기      |
| (대행) | 김영수 | 2011년 2월 25일 ~ 2011년 4월 27일 | 민선5기      |
| 제41대 | 최창식 | 2011년 4월 28일~2014년 6월 30일   | 민선6기      |
| 제42대 | 최창식 | 2014년 7월 1일~2018년 6월 30일    | 민선6기 재선 |
| 제43대 | 서양호 | 2018년 7월 1일~2022년 6월 30일    | 민선7기      |
| 제44대 | 김길성 | 2022년 7월 1일~                   | 민선8기      |

## 같이 보기
- 서울 중구청장 선거